# Monte della Croce (Affile)
Il Monte della Croce (o Monte Affilano, così chiamato dagli abitanti del comune di Affile), è un rilievo facente parte del Subappennino laziale e nello specifico dei Monti Affilani. Sorge nella parte orientale della provincia di Roma, nel comune di Affile.

## Descrizione
Situato poco fuori il margine centro-occidentale del Parco naturale regionale Monti Simbruini, rappresenta la terza vetta per altitudine della catena dei Monti Affilani, dopo il Monte delle Pianezze (1332 m s.l.m.) e il Monte Altuino (1271 m s.l.m.). Il rilievo segue l'andamento NW-SE dei Monti Affilani ed è caratterizzato da un versante orientale ricco di vegetazione (principalmente lecci e carpini) e un versante occidentale più ripido e spoglio.
Dalla cima è possibile ammirare un ampio panorama, che si estende dai Monti Simbruini a est, alla Valle dell'Aniene, i Monti Lucretili e i Monti Ruffi a nord/nord-ovest, fino ai Monti Prenestini, i Colli albani e il Mar Tirreno (in giornate limpide) a ovest-sudovest. La vista meridionale è completamente dominata dai boschi del Monte Scalambra.
Sulla sommità del Monte Affilano è posta una grande croce (> 5 metri) dal 9 agosto 1964, che conferisce al rilievo il suo nome ufficiale.

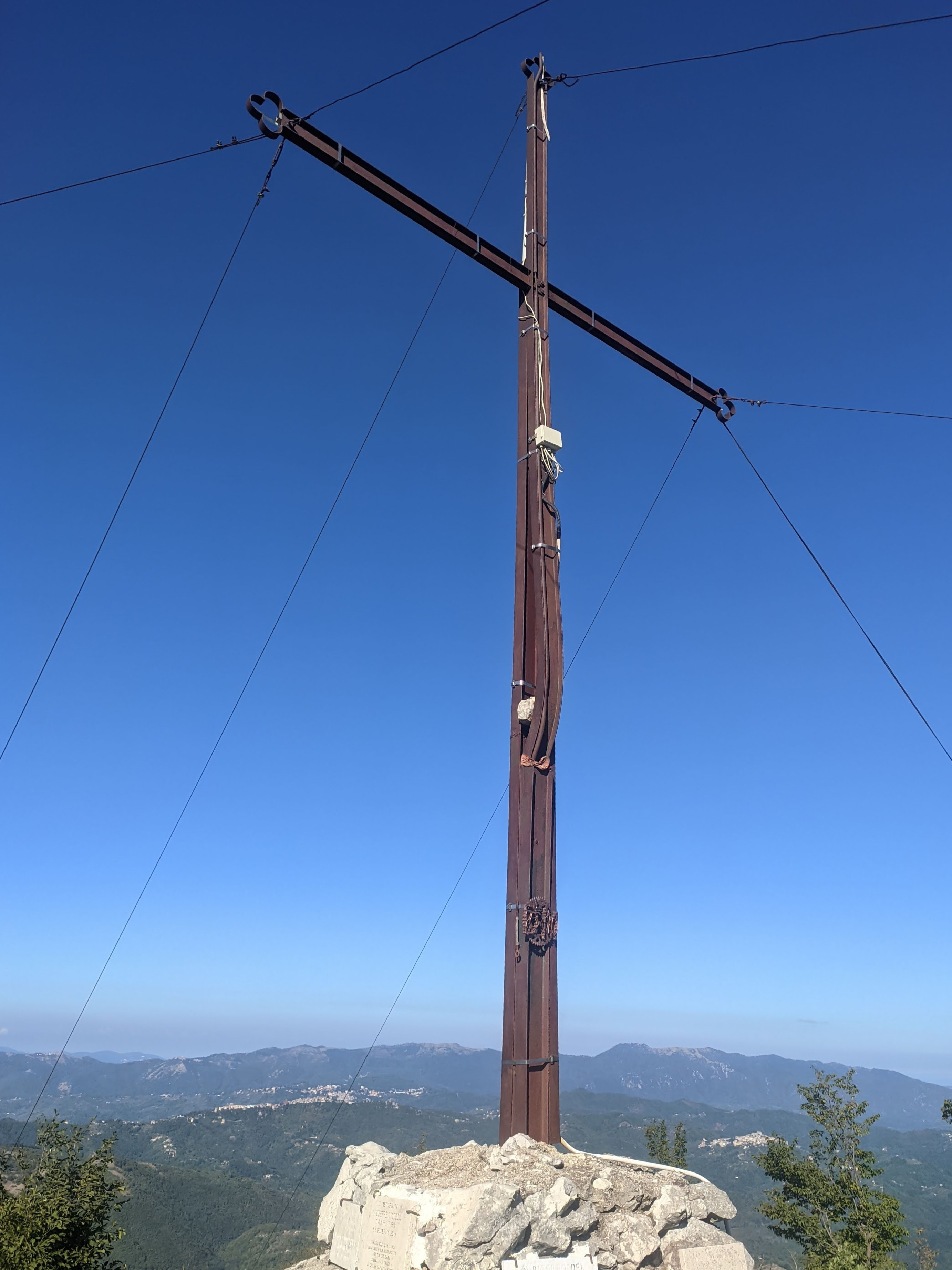
La grande croce sulla sommità del Monte Affilano.

## Accesso alla vetta
La via principale di salita verso la vetta del Monte della Croce è rappresentata dal Sentiero della Croce, percorribile poco prima del km 23 della Strada statale 411 Sublacense, appena al di fuori dell'abitato di Affile. Il dislivello complessivo del sentiero è di circa 600 m ed è scarsamente segnato, ma ben percorribile specialmente nei mesi autunnali e invernali per la minor presenza di vegetazione.
È possibile giungere alla vetta anche da Arcinazzo Romano, percorrendo il sentiero che parte tra Via S. Nicola e Via Europa, il sentiero è caratterizzato da un dislivello leggermente minore.

## Geologia
Le rocce che costituiscono il Monte della Croce sono di natura prevalentemente calcarea appartenenti alla successione laziale-abruzzese, con presenza di fossili di briozoi, molluschi, echinodermi e coralli, così come in gran parte dei rilievi della zona.